# Hünfeld
Hünfeld település Németországban, Hessen tartományban. Lakosainak száma 17 130 fő (2023. december 31.).

## Népesség
A település népességének változása:
| Lakosok száma | 16 414 | 16 512 | 16 748 | 16 941 | 17 130 |
|               | 2017   | 2019   | 2021   | 2022   | 2023   |